# Rhinolophus rhodesiae
Rhinolophus rhodesiae és una espècie de ratpenat de la família dels rinolòfids. Viu a Moçambic i altres parts de l'Àfrica Meridional. Encara que algunes seqüències del seu ADNmt i ADNn són idèntiques a les de R. simulator (fenomen habitual en els ratpenats a causa de la introgressió històrica), fou reconegut com a espècie a part basant-se en caràcters morfològics i acústics. El seu nom específic, rhodesiae, significa ‘de Rhodèsia’ en llatí. Com que fou descoberta fa poc, encara no se n'ha avaluat l'estat de conservació.